# International Solid-State Circuits Conference
International Solid-State Circuits Conference kurz ISSCC ist eine Veranstaltung der IEEE Solid-State Circuit Society des IEEE. Sie findet seit 1954 im Februar statt, derzeit in San Francisco. Die Veranstaltung dauert heute fünf Tage. Sie richtet sich an Entwickler von ICs, SOCs sowie Studenten, deren Studium in diese Richtung ausgerichtet ist. Die Konferenz wird veranstaltet, um den Teilnehmern aktuelle Entwicklungen aufzuzeigen und ihnen die Möglichkeit zu geben, Kontakte zu knüpfen.

## Geschichte
Nachdem John Bardeen und Walter H. Brattain von den Bell Laboratories 1948 in den Physical Reviews den Transistor beschrieben und 1949 erklärt hatten, befasste sich die „Technische Untergruppe 4.1: Transistor Schaltkreise“ des IRE mit der Veranstaltung von Konferenzen, um diese Technologie voranzubringen. Führend hierbei war die IRE Gruppe aus Philadelphia, die zusammen mit der Moore School of Electrical Engineering der University of Pennsylvania 1954 die ersten Konferenzen in Philadelphia unter dem Namen „Conference on Transistor Circuits“ veranstaltete. Hier wurde der Transistor und grundlegende Schaltungen für Klein- und Großsignalverarbeitung vorgestellt.
Bereits 1959 nannte sich die Konferenz „Solid-State Circuits Conference“ und befasste sich mit Elektronik für Mikrowellen, Speicher, Applikationen für Halbleiterdioden, Hall-Elementen und keramischen Filtern.
Ab 1960 wurde die Konferenz nicht mehr in Philadelphia, sondern abwechselnd in San Francisco und New York ausgerichtet. Durch die Nähe zum Silicon Valley wurde die Teilnehmerzahl an der Westküste immer größer. Deshalb siedelte die Konferenz ab 1990 dauerhaft nach San Francisco um.

## Themen heute
Heute (2012) befasst sich die Konferenz mit so unterschiedlichen Dingen wie „Strahlformende Techniken und HF-Transceiver-Design“, „Stabiles VLSI-Design und -Systeme für eine nachhaltige Gesellschaft“, „10–40 Gbit/s-I/O-Design für Datenkommunikation“, „Computergestützte Bildverarbeitung“, „Bioelektronik für nachhaltige Gesundheitsvorsorge“ oder „Leistungs-/Durchsatz-Optimierung für Mehrkernprozessor-SoCs.“
Neben namhaften Wissenschaftlern und industriellen Partnern wird auch Studenten die Möglichkeit geboten, ihre Arbeiten vorzustellen.